# Matrix Resurrections
Matrix Resurrections je sci-fi film režisérky Lany Wachowski. Jedná se o pokračování filmu Matrix Revolutions (2003) a celkově o čtvrtý díl filmové série Matrix. Keanu Reeves, Carrie-Anne Mossová a Jada Pinkett Smith si zopakovali své role z předchozích filmů série. Mezi nové herce patří Yahya Abdul-Mateen II, Jessica Henwick, Jonathan Groff, Neil Patrick Harris, Priyanka Chopra Jonas a Christina Ricci.
Film vzniknul ve společné produkci společností Village Roadshow Pictures a Venus Castina Productions. Světová premiéra filmu se uskutečnila 18. prosince 2021 v San Franciscu a jeho uvedení do kin společností Warner Bros. Pictures proběhlo 22. prosince 2021; od téhož data byl ve Spojených státech po dobu jednoho měsíce dostupný také přes HBO Max.

## Děj filmu
Thomas A. Anderson je velmi úspěšný herní vývojář žijící v San Franciscu a tvůrce videoherní trilogie Matrix, která je založená na jeho snech a vizích; události předchozích tří filmů se zdají být pouhou fikcí. Pravidelně se potkává s Tiffany, sezdanou matkou dvou dětí, která je předlohou pro Trinity. Jako takový se snaží oddělit skutečnost od svých snů, a proto mu jeho terapeut předepisuje modré pilule – kterých se jednoho dne samozřejmě zřekne. Zároveň potají nechává v provozu soukromou instanci své hry, konkrétně úvodní pasáž z prvního filmu, kdy Trinity jen tak tak uprchla před agenty. Do této instance se připojí jistá Bugs a objeví, že cosi nehraje: jeden z agentů se chová zvláštně, a vyjde najevo, že se jedná o program zosobňující Morphea. Pomůže mu osvobodit se a společně ze simulace uprchnou, než instanci objeví a smaže Smith, Andersonův obchodní partner. Právě tato událost je přivede na zásadní stopu, jejíž poselství je jednoznačné: Neo žije.
Andersona stále více a více sužují jeho matrixovské vize. Bugs jej společně s Morpheem jednoho dne naleznou a vysvětlí mu, že matrixovské vize nejsou výmyslem choré mysli, ale skutečné vzpomínky, a že on sám je legendární Neo. Dlouhá léta se mělo za to, že zemřel na konci války se stroji, ale stojí tu, živý a zdravý a opět napojený na Matrix. Anderson tuto skutečnost zpočátku popírá, ale jakmile jej napadne Smith, o němž vyjde najevo, že je to sám agent Smith s přepsaným kódem, souhlasí. Stejně jako kdysi zvolí červenou piluli a probudí se do skutečného světa.
Neo se probouzí v kapsli v lidské elektrárně strojů, ovšem okolo jsou kapsle jen dvě: ta jeho a ta naproti němu, v níž, jak se zdá, se nachází Trinity. Dřív, než k ní stihne dosáhnout, jej dostanou na palubu vznášedla Mnemosyne, jehož kapitánkou je Bugs. Zde se seznámí s posádkou a Morpheem, programem kombinující charaktery agenta Smithe a originálního Morphea: dvě entity, které pomohly Neovi stát se Vyvoleným. Vzápětí je Neo dovezen do Io, skryté lidské bašty, kde se setká s Niobé, nyní již vetchou stařenou a vůdkyní města. Vysvětlí mu, že od jeho smrti uplynulo už celých šedesát let, a řada věcí se změnila. Poté, co Neo ujednal mír mezi lidmi a stroji, se mnoho lidí odpojilo od Matrixu a stroje tak přišly o významný zdroj energie. Tato krize mezi nimi vyvolala občanskou válku, až jednoho dne v Matrixu povstala nová moc (jistý Analytik) a rozdělila společnost strojů vedví: na ty, které se přidaly k lidem a společně vybudovali Io, a ty, které se zřekly dohody o míru. Z toho důvodu byl originální Morpheus zabit vzpurnými stroji, Sion padl a většina původních programů (například Vědma) byla vymazána. Ovšem jak to, že Neo i Trinity žijí a skoro vůbec nezestárli, to neví nikdo. Pomocí jednoho ze spřátelených strojů se Neo setká s Sati, vyhoštěným programem, se kterým se setkal už kdysi dávno. Vysvětlí jí, že chce osvobodit také Trinity, ale Sati jej varuje, že by něco takového mohlo ohrozit Io. Niobé mu proto nařídí, aby se Matrixu vyhnul, ale Bugs a její posádka příkaz poruší.
Neo a posádka Mnemosyne vstoupí do Matrixu, jsou ovšem napadeni Smithem a vyhnanými programi, kteří chtějí obnovit Matrix do jeho původní podoby. Při souboji se Neovi začnou vracet jeho schopnosti ohýbat pravidla Matrixu, až bývalého agenta a vyhnance porazí. Vzápětí vejdou do opravny k Tiffany, ovšem než jí Neo stihne cokoliv prozradit, zasáhne jeho bývalý terapeut, zpomalí čas a představí své skutečná já: Analytik, program studující lidskou mysl a nástupce bývalého Architekta. Vysvětlí, že když Neo a Trinity zemřeli, za velkého úsilí a vysokých nákladů se strojům podařilo je znovu oživit. Pokud byli pospolu, pokaždé přetížili celý systém a dovedli neuvěřitelné, ovšem pro stroje nežádoucí věci: pokud ovšem byli drženi blízko sebe, ale ne zas moc, vyprodukovali ohromné množství energie nezbytné pro provoz strojů. Osvobození Nea tak destabilizovalo celý systém a stroje požadují restart Matrixu. Analytik proto nutí Nea vrátit se zpět do své kapsle a nadále žít v Matrixu, jinak zabije Trinity. Dá mu čas na rozhodnutí.
Mnemosyne nalezne jiné vznášedlo vyslané Niobé a přivede je zpět do Io. Neovi se podaří přesvědčit Niobé, aby Trinity osvobodili, a vymyslí plán. Zpět v Matrixu se Neo opět setká s Analytikem, a uzavřou dohodu: pokud se Trinity bude dobrovolně chtít odpojit, Analytik jí nechá svobodně odejít, pokud ovšem ne, Neo se vrátí do kapsle a vše se vrátí do starých kolejí. Tiffany skutečně dorazí a Neo jí nabídne pravdu, ovšem ta volí svou rodinu a zdánlivě odchází pryč. Na poslední chvíli si však uvědomí své pravé já – Trinity – a souhlasí. Analytik, překvapený tímto zvratem, se rozhodne Trinity zabít, ovšem zasáhne Smith, jehož už nebaví být Analytikovou loutkou. Neo, Trinity a ostatní tak získají čas na útěk, a zatímco se zbytek odpojí z Matrixu, titulní dvojice je zahnána až na vrchol mrakodrapu. Nezbývá jim nic než skočit a doufat, že Neo bude tak jako kdysi schopen létat, ovšem to nevyjde: ukáže se, že létat umí Trinity.
V epilogu je ukázáno, že Neo i Trinity společně sdílejí schopnosti Vyvoleného a oba dovedou zcela ohýbat Matrix dle vlastní vůle. Naposledy navštíví Analytika a varují jej, že pokud zase něco zkusí, bude čelit tvrdým následkům. Nakonec dodají, že ukážou všem lidem pravdu o Matrixu a čeho všeho je lidská mysl v něm schopna, načež společně odletí kamsi pryč při západu slunce.
Satirická potitulková scéna ukazuje tým vývojářů uvnitř Matrixu, kteří konstatují, že filmy i videohry jsou mrtvé téma, a že by raději měli točit roztomilá videa s koťaty zvaná „Catrix“.

## Obsazení
| Keanu Reeves          | Thomas A. Anderson / Neo |
| Carrie-Anne Mossová   | Tiffany / Trinity        |
| Yahya Abdul-Mateen II | Morpheus                 |
| Jessica Henwick       | Bugs                     |
| Jada Pinkett Smith    | Niobé                    |
| Lambert Wilson        | Merovejec                |
| Daniel Bernhardt      | agent Johnson            |
| Jonathan Groff        | Smith                    |
| Neil Patrick Harris   | Analytik                 |
| Priyanka Chopra Jonas | Sati                     |
| Christina Ricci       | Gwyn de Vere             |
| Toby Onwumere         | Sequoia                  |
| Brian J. Smith        | Berg                     |
| Max Riemelt           | Shepherd                 |
| Eréndira Ibarra       | Lexy                     |
| Telma Hopkins         | Freya                    |
| Chad Stahelski        | Chad                     |
| Andrew Lewis Caldwell | Jude Gallagher           |
| Ellen Hollman         | Echo                     |